# مريم العقيل
مريم عقيل السيد هاشم العقيل ، (1968-) ، سياسية كويتية ووزيراً للشؤون الاجتماعية ووزير دولة للشؤون الاقتصادية ووزيرا للمالية السابقة ، وأول إمراة بتاريخ الكويت تتبوء منصب رئيس ديوان الخدمة المدنية في الفترة ما بين عامي 2021 - 2022.

## السيرة الذاتية
ولدت مريم عقيل السيد هاشم العقيل في الكويت في الاول من يناير من عام 1968 وتخرجت من الجامعة عام 1989 بعد حصولها علي درجة البكالوريوس في المحاسبة ثم بدأت حياتها المهنية في منصب محاسب بإدارة الشؤون المالية التابعة لوزارة التعليم العالي عام 1990 وانتقلت عام 1995 للعمل في جامعة الكويت محاسبا في إدارة الشؤون المالية ثم تدرجت في المناصب حتى تولت منصب المراقب المالي.

## المناصب
شغلت بعد ذلك منصب مدير مكتب الرقابة المالية للهيئات الملحقة في وزارة المالية ما بين عامي 2007 و2009 ثم تدرجت في مناصبها الوظيفية حتى عينت نائبا لرئيس جهاز المراقبين الماليين في سبتمبر 2015 .

## العضويات
حازت مريم العقيل عضوية مجالس عدد من الإدارات واللجان المتخصصة في جهاز المراقبين الماليين والإدارة العامة للإحصاء ووزارة المالية وشاركت في عدد من الاجتماعات والمؤتمرات والمنتديات المحلية والإقليمية والدولية لاسيما الاجتماعات السنوية لمنظمة التجارة والتنمية التابعة للأمم المتحدة في الفترة بين عامي 2007 و2012.